# Novoseltsi
Novoseltsi (Bulgaars: Новоселци) is een dorp in het noordwesten van Bulgarije. Het dorp is gelegen in de gemeente Vidin, oblast Vidin. Het dorp ligt hemelsbreed 5 kilometer ten westen van Vidin en 148 kilometer ten noordwesten van Sofia.

## Bevolking
Op 31 december 2020 telde het dorp Novoseltsi 830 inwoners, een daling ten opzichte van het maximale aantal van 871 personen in 2011.
| Bevolkingsontwikkeling tussen 1934 en 2020          |
| --------------------------------------------------- |
|                                                     |
| Bron: Nationaal Statistisch Instituut van Bulgarije |

In het dorp wonen voornamelijk etnische Bulgaren. In de optionele volkstelling van 2011 identificeerden 781 van de 864 respondenten zichzelf als etnische Bulgaren, oftewel 90,4%. Het overige deel van de bevolking bestond vooral uit etnische Roma. 
| Etnische samenstelling van de respondenten (2011) | Etnische samenstelling van de respondenten (2011) | Etnische samenstelling van de respondenten (2011) | Etnische samenstelling van de respondenten (2011) | Etnische samenstelling van de respondenten (2011) |
| ------------------------------------------------- | ------------------------------------------------- | ------------------------------------------------- | ------------------------------------------------- | ------------------------------------------------- |
|                                                   |                                                   |                                                   |                                                   |                                                   |
| Bulgaren                                          | Bulgaren                                          |                                                   | 90,4%                                             | 90,4%                                             |
| Turken                                            | Turken                                            |                                                   | 0,0%                                              | 0,0%                                              |
| Roma                                              | Roma                                              |                                                   | 8,2%                                              | 8,2%                                              |
| Anders/Onbekend                                   | Anders/Onbekend                                   |                                                   | 1,4%                                              | 1,4%                                              |